# Manfred Pinzger
Manfred Pinzger (Silandro, 5 novembre 1959) è un politico italiano, senatore dal 2006 al 2013 ed esponente della Südtiroler Volkspartei.

## Incarichi parlamentari

### XV legislatura
- Membro della X Commissione permanente (Industria, commercio, turismo).
- Membro della Delegazione parlamentare italiana presso l'Assemblea del Consiglio d'Europa
- Membro della Delegazione parlamentare italiana presso l'Assemblea dell'Unione dell'Europa occidentale
- Membro della Commissione speciale per l'esame di disegni di legge di conversione di decreti-legge

### XVI legislatura
- Vicepresidente vicario del gruppo UDC-SVP-Autonomie
- Membro della IX Commissione permanente (Agricoltura e produzione agroalimentare)
- Membro della XIV Commissione permanente (Politiche dell'Unione europea)
- Membro della Commissione straordinaria per il controllo dei prezzi
- Membro della Commissione speciale per l'esame di disegni di legge di conversione di decreti-legge (fino al 22 maggio 2008)